# Gorica (Zenica, BiH)
Gorica je naseljeno mjesto u gradu Zenici, Federacija Bosne i Hercegovine, BiH.
Nalazi se uz desnu obalu Bosne.

## Stanovništvo

### 1991.
Nacionalni sastav stanovništva 1991. godine, bio je sljedeći:
ukupno: 801
- Muslimani - 727 (90,76%)
- Srbi - 66 (8,24%)
- Hrvati - 1 (0,12%)
- Jugoslaveni - 3 (0,37%)
- ostali, neopredijeljeni i nepoznato - 4 (0,50%)

### 2013.
Nacionalni sastav stanovništva 2013. godine, bio je sljedeći:
ukupno: 686
- Bošnjaci - 680 (99,13%)
- ostali, neopredijeljeni i nepoznato - 6 (0,87%)